# Бжончовиці
Бжончовиці (пол. Brzączowice) — село в Польщі, у гміні Добчиці Мисленицького повіту Малопольського воєводства.
Населення — 1498 осіб (2011).

## Демографія
Демографічна структура станом на 31 березня 2011 року:
|          | Загалом | Допрацездатний вік | Працездатний вік | Постпрацездатний вік |
| -------- | ------- | ------------------ | ---------------- | -------------------- |
| Чоловіки | 741     | 166                | 527              | 48                   |
| Жінки    | 757     | 163                | 477              | 117                  |
| Разом    | 1498    | 329                | 1004             | 165                  |